# Шер Ами
Шер Ами (в переводе с фр. Cher Ami — милый друг) — военный почтовый голубь, переброшенный в 1918 году из США во Францию вместе с американским сигнальным корпусом. На Западном фронте в последний год Первой мировой войны голубь совершил множество вылетов, доставляя сообщения особой важности. Прославился в ходе Мёз-Аргоннского наступления спасением 194 солдат потерянного батальона 77-й пехотной дивизии, отрезанных противником от остальной армии.

## События I мировой войны

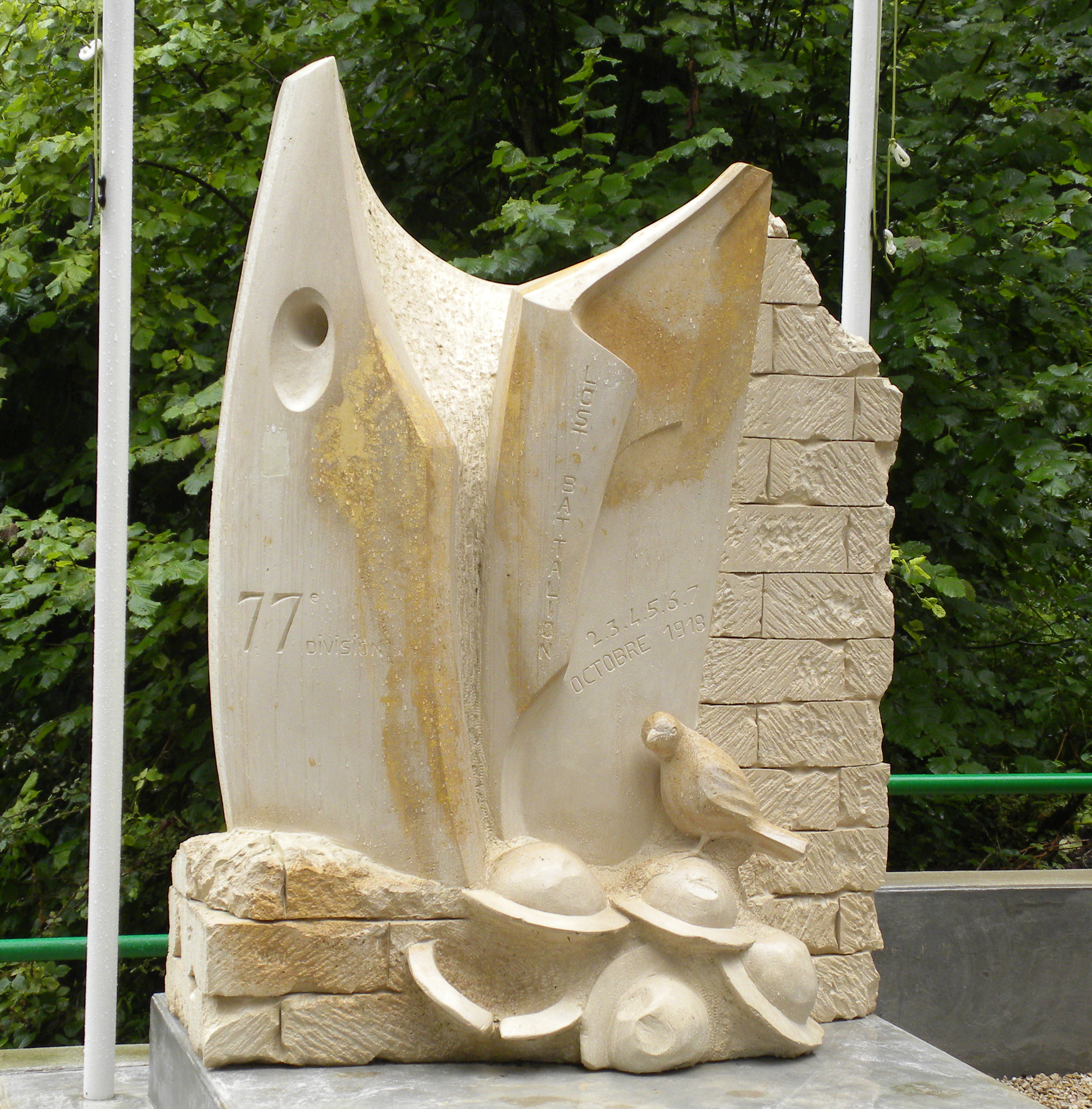
Монумент Потерянному батальону в Аргонском лесу во Франции

3 октября 1918 года майор Чарльз Уиттлси и более 500 человек совершили небольшой прорыв, но попали в окружение, оставшись без продовольствия и с ограниченным боезапасом. 4 октября они, будучи по другую сторону фронта, отправили почтового голубя с неточными координатами. Батальон попал под огонь союзников. Многие американцы были убиты и ранены в первый же день. В расположение американской армии было отправлено ещё два почтовых голубя с посланием, но оба они были убиты. Оставался последний почтовый голубь — Шер Ами. К его лапке была привязана записка:
Мы находимся вдоль дороги, высота 276,4. Наша артиллерия наносит удары прямо по нам. Ради всего святого, прекратите огонь.
Когда Шер Ами взлетел в небо, немецкие солдаты так же попытались застрелить его и сбили, однако, несмотря на ранения, ему удалось взлететь ещё раз и добраться до занятой американскими войсками территории. Он доставил послание, пролетев 25 миль за 25 минут. При этом голубь получил огнестрельные ранения, пробитую грудь, потерял глаз и лапу. Благодаря помощи медиков голубь выжил. Союзникам удалось оттеснить немцев и соединиться с батальоном. В итоге голубем было спасено 194 солдата 77-й пехотной дивизии.

## Признание
Голубь был награжден Военным крестом за 12 сообщений, доставленных во время Битвы при Вердене, а также Золотой медалью американского общества почтовых голубей. Птица умерла 13 июня 1919 года в Форте Монмут, Нью-Джерси. Из его тушки сделали чучело, которое хранится в Смитсоновском институте. Шер Ами введен в Зал славы скоростных голубей (англ. Racing Pigeon Hall of Fame) в 1931 году. В 2011 году журнал Time включил Шер Ами в десятку самых героических животных.

## Пол птицы
С тех пор, как чучело Шер Ами было выставлено на обозрение в Смитсоновском институте, пол голубя оставался источником споров. В военных документах Корпуса связи Армии США Шер Ами записывали как голубя женского пола, однако в течение столетия Смитсоновский институт всегда обозначал Шер Ами как голубя мужского пола. В 2021 году современный анализ ДНК подтвердил, что Шер Ами — голубь мужского пола.